# Megaselia oweni
Megaselia oweni är en tvåvingeart som beskrevs av Ronald Henry Lambert Disney 1988. Megaselia oweni ingår i släktet Megaselia och familjen puckelflugor. Arten är reproducerande i Sverige. Inga underarter finns listade i Catalogue of Life.